# Вукосава Крунић
Вукосава Крунић је била југословенска филмска и позоришна глумица. 

## Улоге
| Год.  | Назив               | Улога \|- style="background: Lavender; text-align:center; " | 1960-е | 1960-е | 1960-е | 1960-е |
| 1965. | Гласам за љубав     |                                                             |        |        |        |        |
| 1966. | Коњух планином      | Драгиња, млада партизанка                                   |        |        |        |        |
| 1968. | Вишња на Ташмајдану |                                                             |        |        |        |        |